# Биджево
Биджево или Биджово (на македонска литературна норма: Биџево; на албански: Bixhova) е село в Северна Македония, в община Струга.

## География
Селото е разположено в централната част на Стружкото поле.

## История

### Етимология
Според академик Иван Дуриданов първоначалната форма на името е Биждани – жителско име със суфикс -jane от *Bydjane, производно от селищното име Быжда, притежателно прилагателно със суфикс -jā (женски под по вьсь „село“) от личното име *Bydъ, запазено в българското фамилно име Бидев, съкратено от композитум подобно на полското Byd-goszcz.
Според Йордан Заимов етимологията на името е от местното име *Бижд, *Бижда (вьсь), прилагателно от личното име "Биде, *Бидо, съкратено от личното име *Пребид, *Всебид с втора част от диалектното бидам, „бъда“. Сравними са местните имена Бидина ливада при Добърчин, Свогенско, Бидьово при Шахин, Ксантийско. От същия произход са селищните имена Пребъдище, Воденско, Сбъжди, Охридско, Побоже (Побѫжда 1273), Скопско.

### Средновековие
Селото е споменато в 1335 година в грамота на Стефан Душан като оу Бижданехъ: оу Прѣспѣ двѣ ловишти, оу Бижданехъ половиноу водѣницє.

### В Османската империя
В XIX век Биджево е село в Охридска каза на Османската империя. В „Етнография на вилаетите Адрианопол, Монастир и Салоника“, издадена в Константинопол в 1878 година и отразяваща статистиката на населението от 1873 година, Бичово (Bitchovo) е посочено като село с 25 домакинства, като жителите му са 68 българи.
Според статистиката на Васил Кънчов („Македония. Етнография и статистика“) в 1900 година Биджово (Бижоо) има 66 жители българи християни.
На Етнографската карта на Битолския вилает на Картографския институт в София от 1901 година Бижево е чисто българско село в Охридската каза на Битолския санджак с 9 къщи.
Цялото християнско население на селото е под върховенството на Българската екзархия. По данни на секретаря на екзархията Димитър Мишев („La Macédoine et sa Population Chrétienne“) в 1905 година в Биджово (Bidjovo) има 72 българи екзархисти.

### В Сърбия, Югославия и Северна Македония
След Междусъюзническата война в 1913 година селото попада в Сърбия.
Според преброяването от 2002 година селото има 546 жители.
| Националност     | Всичко |
| северномакедонци | 118    |
| албанци          | 421    |
| турци            | 0      |
| роми             | 0      |
| власи            | 0      |
| сърби            | 0      |
| бошняци          | 0      |
| други            | 7      |

Църквата в селото е „Възнесение Христово“ („Свети Спас“).

## Личности
Родени в Биджево
- Артим Положани (р. 1982), футболист от Северна Македония